# Palacio de Gobierno del Estado de México
El Palacio de Gobierno del Estado de México es el edificio sede del poder ejecutivo del Estado de México. Está ubicado sobre la avenida Sebastián Lerdo de Tejada en la Ciudad de Toluca, al norte de la Plaza de los Mártires.
El palacio posee tres plantas y cinco patios interiores. Su fachada principal posee diecisiete arcos en el primer nivel, en esta arquería se encuentran las cinco puertas de acceso principales, el segundo y tercer nivel cuentan con balcones. En la parte superior de la fachada hay tres remates, en el remate central está labrado el Escudo Nacional y debajo se encuentra una réplica de la campana de Dolores; en el remate derecho se encuentra el Escudo del Estado de México y en el remate izquierdo se encuentra el topónimo de la ciudad de Toluca, con la representación del Dios Tolo.
Al oeste del Palacio se encuentran el Museo José María Velasco, el Museo Taller Luis Nishizawa y el Museo Felipe Santiago Gutiérrez; al suroeste se encuentra el Palacio de Justicia del Estado de México; al sur se encuentra la Plaza de los Mártires; al sureste se encuentra el Palacio Legislativo del Estado de México; y al oriente del palacio se encuentra el Parque de la Ciencia Fundadores.

## Historia

### Antiguo Palacio de Gobierno
En 1870, el gobernador del estado Mariano Riva Palacio ordenó la construcción del Antiguo Palacio de Gobierno en los terrenos sobre los que se encontraban las Casas Consistoriales, al extremo occidental del Jardín de los Mártires (hoy Plaza de los Mártires). La construcción del palacio se terminó en 1874. El palacio fue sede del poder ejecutivo del estado hasta 1965 cuando el gobernador del estado Juan Fernández Albarrán ordenó la remodelación del centro histórico de Toluca. Tras la remodelación, el antiguo palacio se convirtió en el Palacio de Justicia del Estado de México.

### Nuevo Palacio de Gobierno

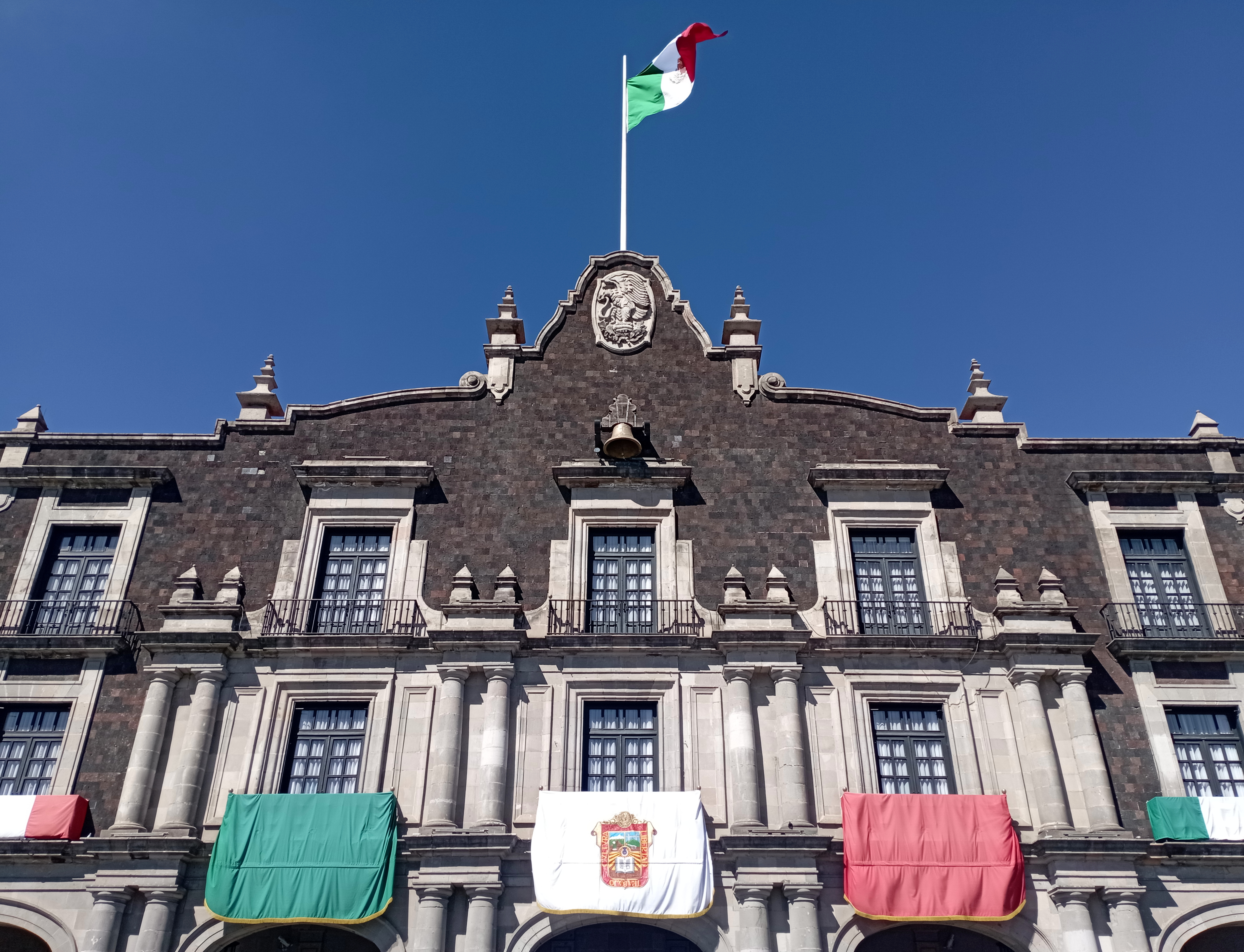
Balcones centrales del Palacio en febrero de 2024

Con la remodelación ordenada por el gobernador Fernández Albarrán comenzó la construcción del Nuevo Palacio de Gobierno. Para la construcción del nuevo palacio se tuvieron que demoler el Archivo Histórico del Estado, el Museo del Estado de México, la Biblioteca Pública y el Callejón del Pípila. El nuevo palacio fue inaugurado en 1986 por el gobernador Alfredo Baranda García.
Desde su inauguración el palacio de gobierno ha sido sede de importantes eventos en la vida de la capital mexiquense. Todos los años las y los Gobernadores del Estado de México dan el tradicional Grito de Independencia desde el balcón central del Palacio de Gobierno a la multitud que se congrega en la Plaza de los Mártires. 
En febrero de 2014 el palacio fue utilizado como sede y recepción para la VII Cumbre de Líderes de América del Norte celebrada en la Ciudad de Toluca. En años recientes con el aumento de los casos de feminicidios en el Estado de México y otros tantos crímenes, el Palacio de Gobierno ha sido el punto de reunión de muchas manifestaciones en las que se exige justicia y el combate a los criminales.

## Murales
En 2010, dentro de las celebraciones del Bicentenario de la Independencia y el Centenario de la Revolución Mexicana, se desvelaron cinco murales realizados por cuatro grandes artistas dentro del Palacio de Gobierno. El pintor Ulises Licea realizó la obra "Los forjadores del Estado de México", el muralista Ismael Ramos realizó las obras "Tierra de dioses, Patrimonio cultural y natural mexiquense del Estado de México" y "La construcción de un estado", el pintor Luis Nishizawa Flores realizó en el Salón del Pueblo la obra "La Revolución mexicana" y el pintor Leopoldo Flores realizó la obra "La Independencia de México".

## Galería

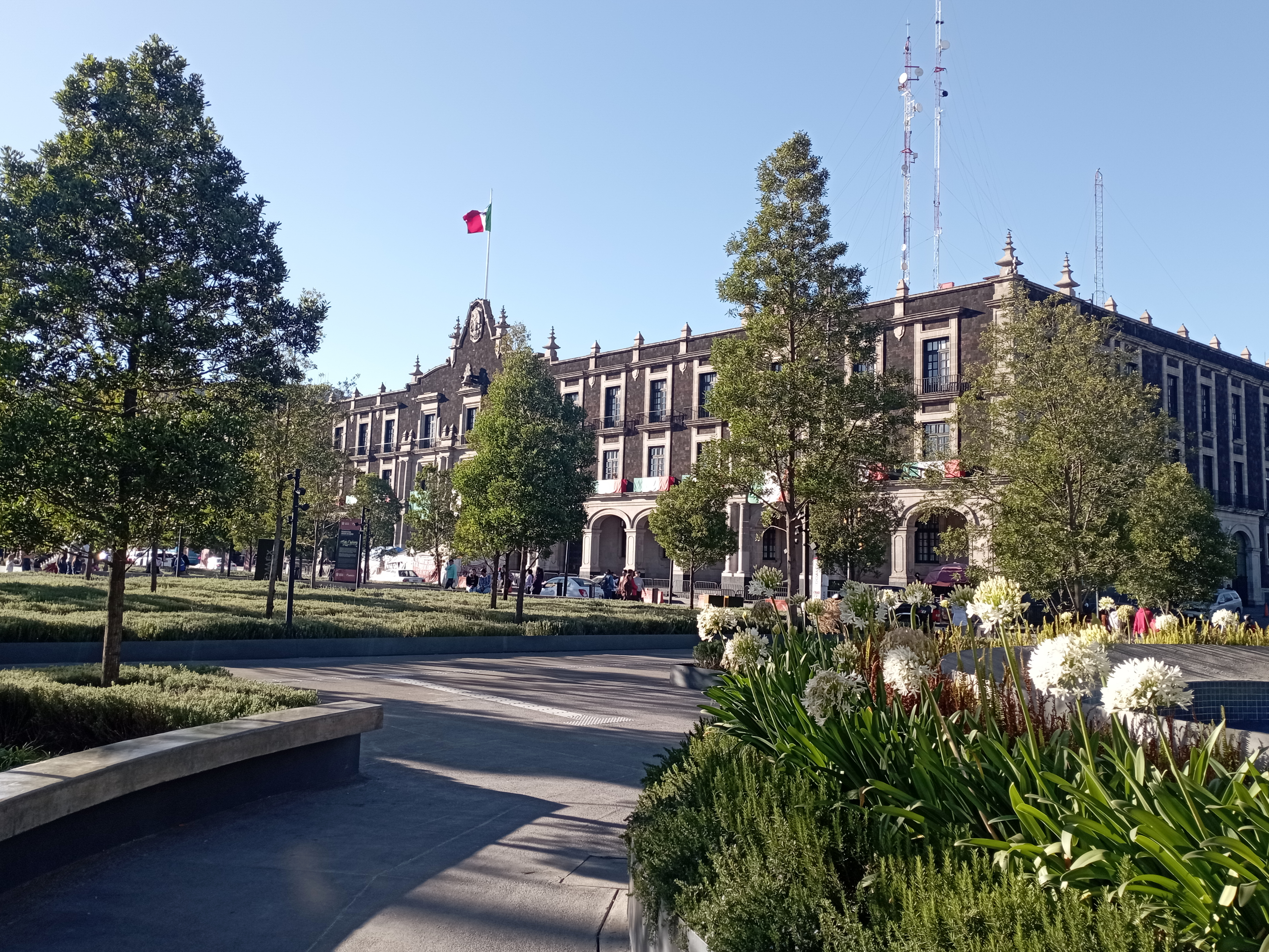
Palacio de Gobierno visto desde la Plaza de los Mártires, febrero de 2024.
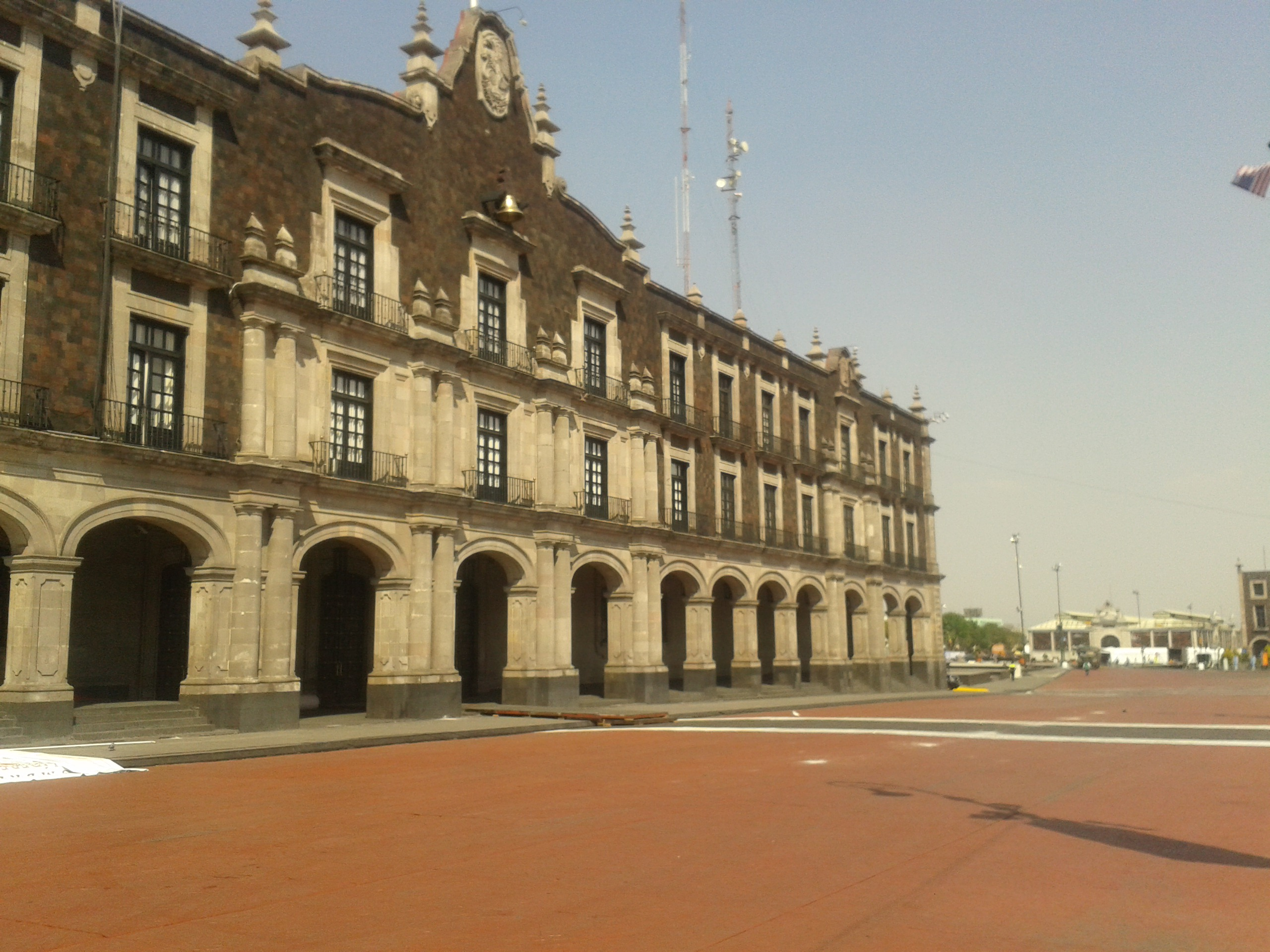
Palacio de Gobierno y el Cosmovitral al fondo de la foto, febrero de 2014.
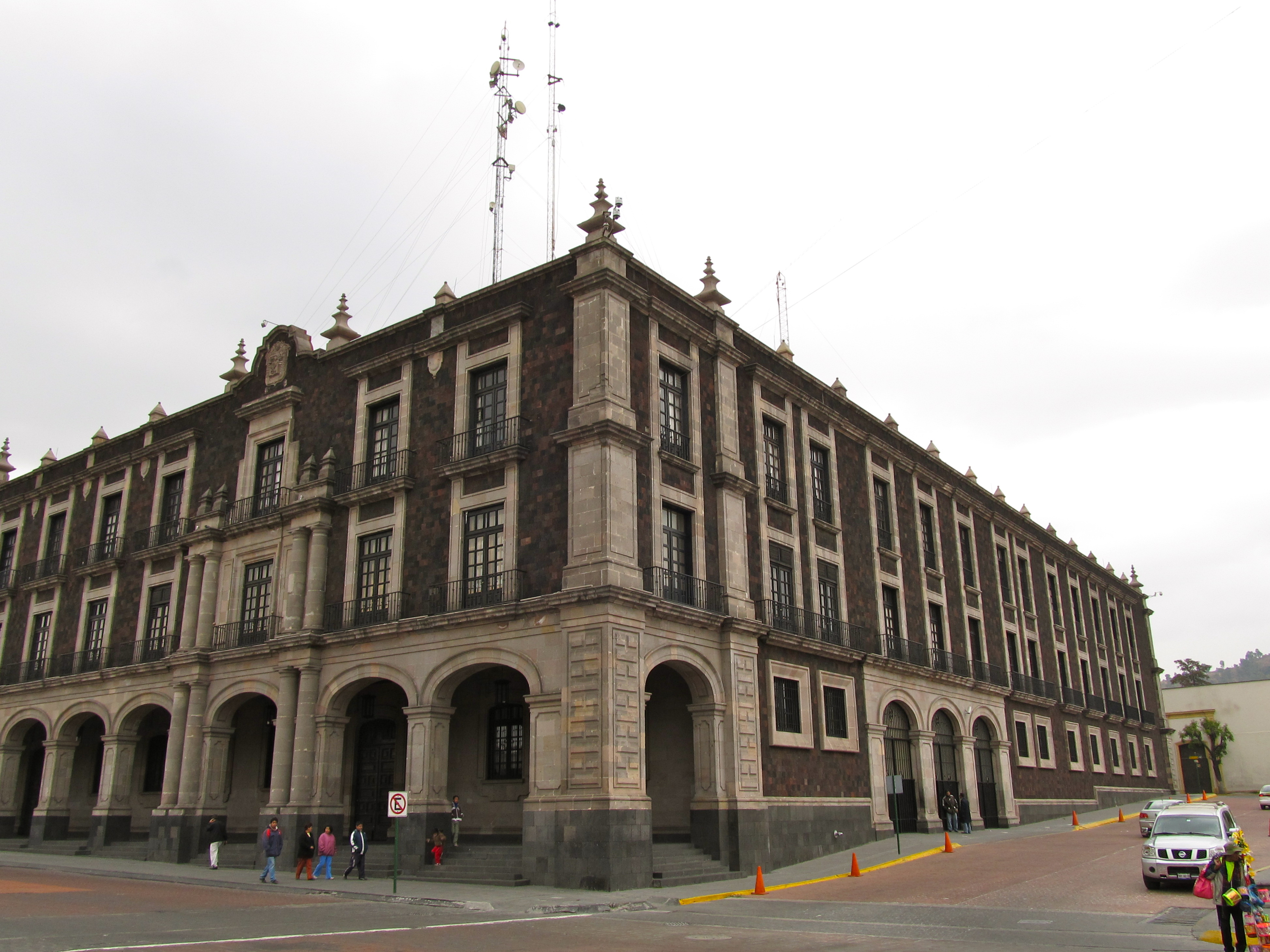
Esquina sureste del palacio, enero de 2012.
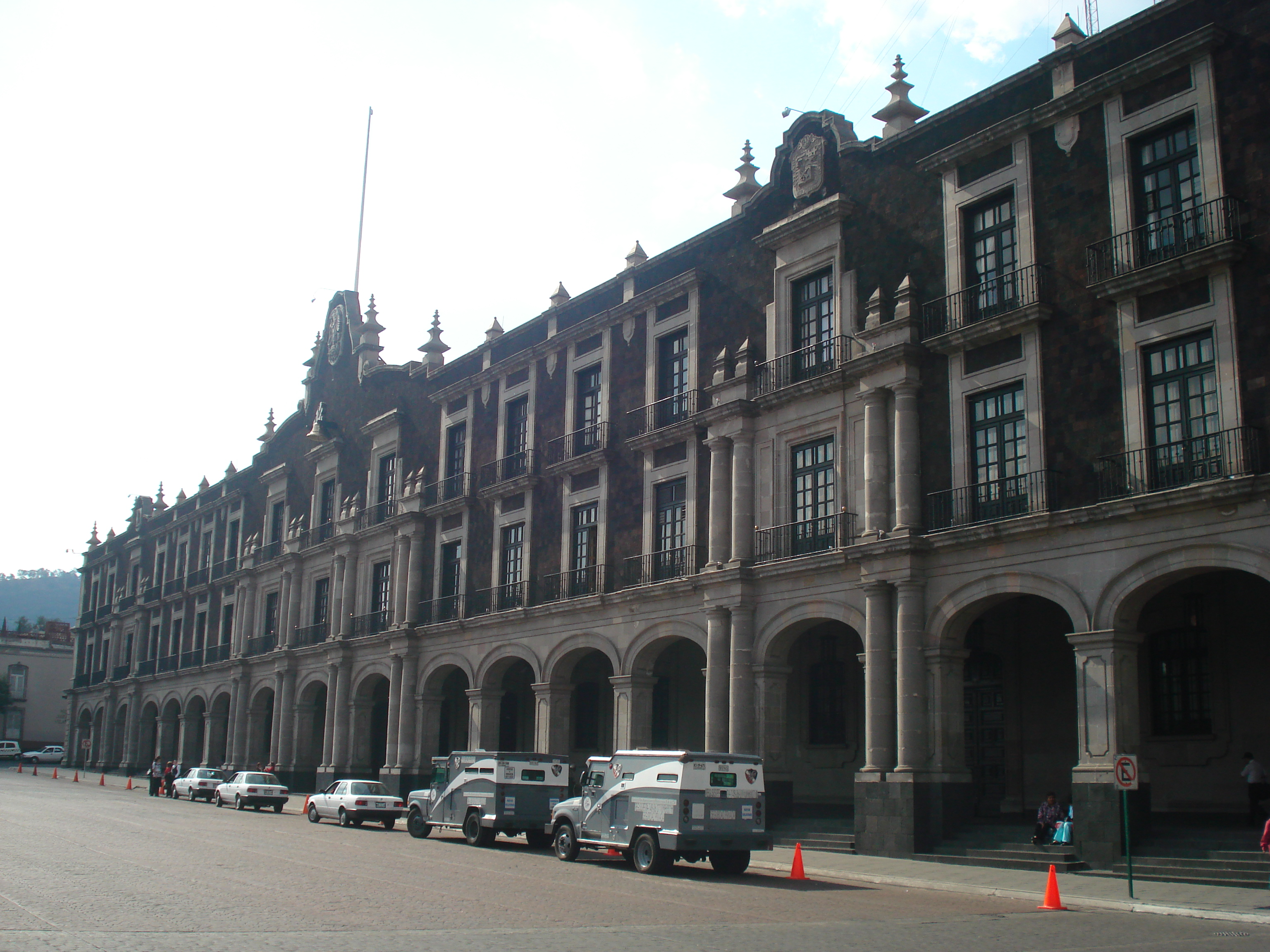
Fachada sur del palacio, marzo de 2008.
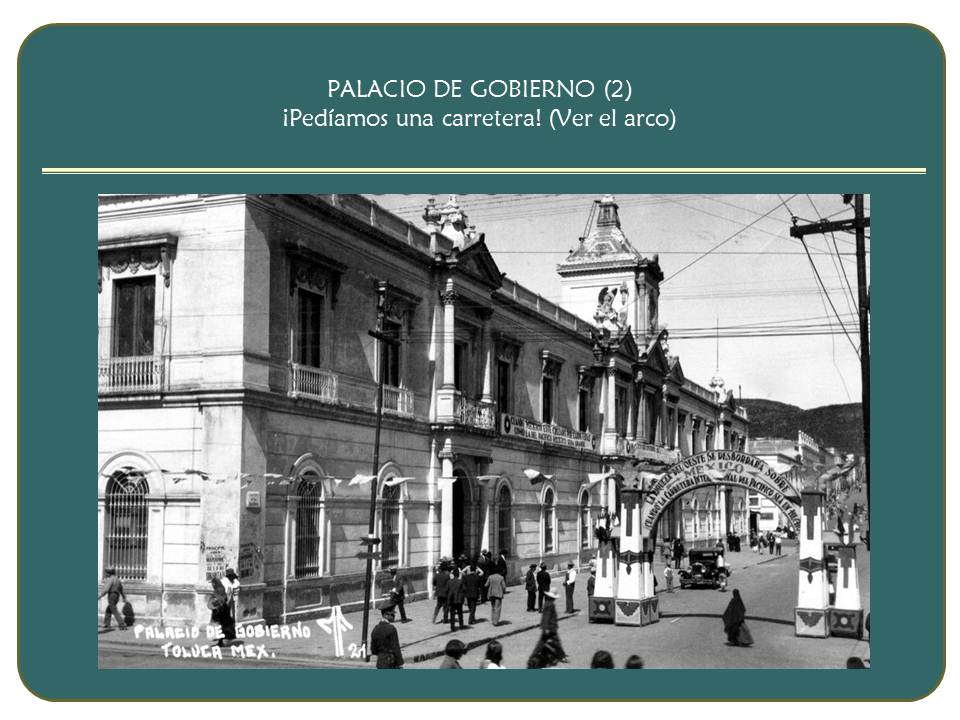
Antiguo Palacio de Gobierno, 1921.